# Captain Sensible
Captain Sensible, rodným jménem Raymond Ian Burns (* 24. dubna 1954, Londýn) je anglický zpěvák a kytarista. Jeho první nástrojem byly varhany, ale později přešel ke kytaře. Na počátku své kariéry působil ve skupině Johnny Moped, ale roku 1976 založil skupinu Masters of the Backside. Několik členů této skupiny, včetně Raymonda Burnse, později založili skupinu The Damned. Mimo své působení v The Damned hrál také se skupinou Dead Men Walking a vydal několik sólových alb.

## Sólová diskografie
- Women and Captains First (1982)
- The Power of Love (1983)
- Revolution Now (1989)
- The Universe of Geoffrey Brown (1993)
- Live at the Milky Way (1994)
- Meathead (1995)
- Mad Cows and Englishmen (1996)